# Igor Kokoškov
Igor Stefan Kokoškov (* 17. Dezember 1971 in Banatski Brestovac, Jugoslawien) ist ein US-amerikanisch-serbischer Basketballtrainer.

## Karriere
Vor seiner Trainerkarriere war Kokoškov ein vielversprechendes Basketballtalent in Jugoslawien. Ein Autounfall zwang ihn jedoch, seine Karriere zu beenden. Seine Trainerlaufbahn begann Kokoškov in der Jugend von OKK Belgrad, wo er sich schnell zum Trainer der ersten Mannschaft hocharbeitete. Er war Assistenztrainer bei KK Partizan Belgrad und Assistenztrainer der jugoslawischen Jugendnationalmannschaft. 1999 ging Kokoškov in die USA, wo er an der University of Missouri Assistenztrainer von Quin Snyder wurde. Danach wechselte er in die nordamerikanische Liga NBA und arbeitete bei den Los Angeles Clippers als Assistenztrainer. 2004 gewann Kokoškov ebenfalls als Assistenz mit den Detroit Pistons die NBA-Meisterschaft. Nach weiteren Stationen bei den Phoenix Suns und Cleveland Cavaliers wurde er im Februar 2015 von den Orlando Magic verpflichtet. Im Juli 2015 wurde Kokoškov Assistenztrainer unter Quin Snyder. Am 5. Dezember 2016 leitete Kokoškov sein erstes NBA-Spiel, nachdem Snyder aufgrund einer Erkrankung ausfiel. Die Jazz gewannen das Spiel gegen die Los Angeles Lakers mit 107:101. Kokoškov war in der Saison 2018/19 bis Mai 2018 als Cheftrainer bei den Phoenix Suns tätig. Er war damit der erste Cheftrainer einer NBA-Mannschaft, der nicht in den USA geboren oder groß geworden ist. Im April 2019 wurde er in Phoenix entlassen, nachdem die Mannschaft unter seiner Leitung 19 Spiele gewonnen und 63 verloren hatte. Im Spieljahr 2019/20 gehörte er als Assistenztrainer zum Stab der Sacramento Kings.
Anfang Juli 2020 verpflichtete ihn die türkische Spitzenmannschaft Fenerbahçe Istanbul als Cheftrainer. Im Sommer 2021 trennte er sich von Fenerbahçe, Kokoškov ging in die Vereinigten Staaten zurück und wurde Assistenztrainer von Jason Kidd bei der NBA-Mannschaft Dallas Mavericks. Im Juli 2022 wechselte er ebenfalls als Assistenztrainer in den Stab der Brooklyn Nets, bei denen er Mitarbeiter von Cheftrainer Steve Nash wurde.
Ende Mai 2023 wurde Kokoškov als neuer Assistenztrainer der Atlanta Hawks vermeldet, um dort wie schon an der University of Missouri sowie in Utah mit Quin Snyder zusammenzuarbeiten. Im Sommer 2025 trat Kokoškov das Amt des Cheftrainers von Anadolu Efes SK in der Türkei an.

## Nationalmannschaft
In den Jahren 2004 und 2005 war Kokoškov bei der serbischen Nationalmannschaft Assistenztrainer unter Željko Obradović. Zwischen 2008 und 2015 betreute Kokoškov die georgische Basketballnationalmannschaft, mit der er 2011, 2013 und 2015 an der Basketball-Europameisterschaft teilnahm. Im Januar 2016 wurde Kokoškov neuer Nationaltrainer der slowenischen Basketballnationalmannschaft. Mit ihm an der Seitenlinie gewann die Mannschaft die Basketball-Europameisterschaft 2017, als Slowenien im Finale Serbien mit 93:85 bezwang. Nach der Europameisterschaft verließ er die slowenische Auswahl. Im November 2019 wurde er Nationaltrainer Serbiens. Er verpasste mit der Mannschaft den angestrebten Sprung zu den Olympischen Spielen in Tokio, daraufhin endete seine Amtszeit im September 2021.

### Persönliches
Kokoškov lebt mit seiner Frau und seinen beiden Kindern in den USA. Er erhielt 2010 zudem die US-amerikanische Staatsbürgerschaft. Der damalige georgische Präsident Micheil Saakaschwili verlieh Kokoškov, zu Ehren seiner Leistungen, 2011 die georgische Ehrenmedaille.